# Perte d'efficacité du rotor anticouple
"Perte d'efficacité du rotor anticouple" est la traduction en français de l’anglais américain  Loss of tail-rotor effectiveness (LTE). Une telle traduction est trompeuse puisque LTE est un terme qui a été utilisé au début des années 1980 par l’US Army   pour désigner un mouvement de lacet imprévu d’un hélicoptère (unanticipated yaw). Traduire ce terme fait perdre le sens qui lui a été donné et peut laisser croire qu’il y existe une perte d’efficacité du rotor anticouple, ce qui n’a jamais été démontré. Dans cet article on utilisera LTE de préférence à "Perte d'efficacité du rotor anticouple" pour ne pas perdre ce sens.
Ce phénomène est resté mal compris et les écrits sur ce sujet n'éclairent pas la façon dont il se produit. Il est vrai que la mécanique du vol a du mal à expliquer un hélicoptère en rotation rapide à droite avec le palonnier en butée à gauche. Des phénomènes aérodynamiques complexes qui causent des variations rapides de la poussée du rotor arrière ont seulement été identifiés et il a été recommandé d'éviter les domaines dans lesquels ils se produisent.
Les accidents, caractérisés par une perte de contrôle en lacet sur un appareil en parfait état, sont nombreux. Une analyse d'Airbus Helicopters a montré qu'ils se produisent en majorité près du sol, là où la manœuvre habituellement recommandée pour en sortir est inapplicable. Airbus Helicopters explique le phénomène à partir de la courbe de pied. Cette explication suppose que le pilote ne contre le départ en lacet que par une commande d'amplitude limitée et n’atteint pas la butée de la commande. Les données objectives (vidéos, enregistreurs) récoltées au cours de tels accidents commencent à être plus nombreuses et confirment cette amplitude limitée.
L’explication d’Airbus Helicopters couvre non seulement les événements majoritaires dans le sens opposé à la rotation du rotor principal, mais également les cas plus rares dans le sens de cette rotation et même les accidents survenus sur des appareils NOTAR   (NO Tail Rotor) pour lesquels il est difficile d’incriminer les interactions entre le rotor principal et le rotor arrière ou le régime de vortex du rotor arrière.

## Historique

### US Army et Bell
A la fin des années 1970, l’US Army enregistre une série d’accidents semblables sur ses hélicoptères OH‑58, version militaire du   Bell 206  . À basse vitesse, au cours d’un virage à droite, la vitesse de lacet (rotation autour de l’axe vertical de l’appareil) augmente sans action du pilote et le rotor arrière paraît incapable de l’arrêter.
Une théorie complexe est proposée, faisant intervenir une alternance de décrochages et de raccrochages du rotor arrière supposé à son pas maximum. Le phénomène est alors appelé "décrochage du rotor arrière" (tail rotor stall), sans que l’on valide expérimentalement cette théorie.
Une nouvelle procédure est définie par l’US Army qui consiste, quand le mouvement de lacet à droite est détecté, à mettre du pied à droite, dans le sens du virage (vraisemblablement pour "raccrocher" le rotor arrière) et du cyclique vers l’avant-droite. Un groupe de travail, regroupant différentes composantes de l’US Army avec la participation de Bell Helicopter Textron, est aussi mis en place pour comprendre le problème et y remédier. Ses conclusions sortent en 1984.
La façon dont se produit le mouvement de lacet imprévu (LTE) n'est pas expliquée, montrant que cela n’a pas été bien compris. Une courbe mesurée en soufflerie donnant, en fonction de la direction du vent par rapport à l’hélicoptère, la valeur du moment de lacet créé par le rotor arrière — à pas collectifs du rotor principal et du rotor arrière constants — est utilisée pour identifier les directions de vent donnant lieu aux changements les plus importants, estimées être les plus propices à l’apparition du LTE. Trois domaines sont ainsi mis en avant aux basses vitesses, qu'il est recommandé aux pilotes d'éviter autant que possible :   
1.   Pour un vent dans le secteur entre 280° et 330°, dans une zone correspondant au passage du tourbillon en fer à cheval du rotor principal sur le rotor arrière,
2.   Pour un vent dans le secteur entre 210° et 330°, zone où le rotor arrière peut entrer en régime de vortex (l’amplitude de cette zone paraît exagérée quand on sait qu’une faible composante de vitesse dans le plan du disque suffit à faire sortir le rotor principal de ce régime),
3.   En vent arrière, entre 120° et 240°, où l’instabilité de l’hélicoptère donne une charge de travail importante au pilote.
D’autres enseignements sont tirés de ces essais et d’une campagne en vol.
1. l’OH-58 n’est pas le seul hélicoptère concerné et que tout hélicoptère monorotor peut être victime d’un mouvement de lacet imprévu
2. l’hypothèse d’un décrochage du rotor arrière est éliminée, expliquant pourquoi la nouvelle procédure n’a rien arrangé (et a sans doute contribué à augmenter le nombre d’accidents)
3. une augmentation de pas du rotor arrière n’a jamais de conséquences défavorables.
4. le rotor arrière de base de l’OH-58 (un rotor d’un diamètre plus grand a également été développé et essayé) a toujours     permis d’arrêter des mouvements en lacet jusqu’à des vitesses de 115° par seconde en appliquant le pas maximum en même temps que du pas cyclique vers l’avant. On ne dit pas si ce cyclique avant est indispensable ou accélère seulement la sortie du problème.
5. La procédure de récupération est modifiée avec application de pied à fond à gauche et, simultanément de cyclique vers l'avant pour augmenter la vitesse. Si la hauteur le permet, baisser le collectif peut aider. Le cyclique avant qui s'ajoute au  palonnier, commande naturelle autour de l'axe de lacet, laisse supposer  que celle-ci ne suffit pas.

Trois améliorations de l’OH-58 sont également proposées : (1) un kit d’optimisation des transitoires de puissance, (2) un pilote automatique (SAS) 3-axes et enfin (3) le rotor arrière de diamètre augmenté.
Un programme de recherches ultérieures est enfin recommandé dont on ne trouve pas trace par la suite. Les accidents dus au LTE rapportés dans Flightfax, revue de l'US Army dédiée à la prévention des accidents, deviennent moins nombreux, même si quelques uns se produisent toujours— et pas toujours sur des OH-58 — comme c’est reconnu à l’occasion du 20ème anniversaire de Flightfax.
À peu près au même moment, Bell publie une Operations Safety Notice puis une Information Letter reprenant à peu près les mêmes informations sur le phénomène. Bell utilise "unanticipated right yaw" pour désigner celui-ci, mais signale dans la seconde que l'US Army le nomme "Loss of Tail rotor Effectiveness (LTE)", terme jugé trompeur par Bell.

### AC 90-95
De tels accidents touchent également des hélicoptères civils et la FAA publie en 1995 l’AC 90-95. Celle-ci est encore aujourd’hui considérée comme la "bible" du mouvement de lacet imprévu. D’autres documents ont suivi, un peu partout dans le monde, qui en ont visiblement repris les informations.
L’AC 90-95 est en accord avec les résultats donnés par l’US Army à une exception notable près. Là où Flightfax faisait passer le message rassurant que même les vitesses de lacet extrêmes rencontrées au cours des essais avaient toujours pu être arrêtées, l’AC 90-95 suggère en plusieurs occasions que ce pourrait ne pas être le cas
- “…since the pilot may not be able to stop rotation”
- “…the yaw rate may rapidly increase to a point where recovery is not possible”
- “If the rotation cannot be stopped…”

On y trouve enfin des formulations maladroites, notamment au niveau de l’utilisation du terme LTE. S’il est initialement bien pris comme un synonyme d’"unanticipated yaw" ("Unanticipated right yaw, or loss of tail rotor effectiveness (LTE)…"), on peut aussi lire dans la même page "LTE is a critical, low-speed aerodynamic flight characteristic which can result in an uncommanded rapid yaw rate which does not subside…". Après avoir dit que LTE était le mouvement de lacet, on dit que c’en est la cause. Cela rend difficile la bonne compréhension de ce terme.
20 ans plus tard, le problème n’est toujours pas réglé et le NTSB, organisme chargé des enquêtes sur les accidents aéronautiques aux USA, publie en mars 2017 une alerte de sécurité (Safety Alert) signalant qu’entre 2004 et 2014 le LTE a été à l’origine de 55 accidents d’hélicoptères aux États-Unis et rappelant le contenu de l’AC 90-95.

### Airbus Helicopters
En 2019, Airbus Helicopters présente un papier avec un rappel de l’historique ci-dessus, une analyse d’accidents survenus pendant la période 2000-2016 et , pour la première fois, une explication du problème, basée sur la courbe de pied donnant la position du palonnier en fonction du cap par rapport au vent en stationnaire-sol, à masse, altitude, température et vitesse de vent constantes.
Sur la période considérée ont été trouvés plus de 300 rapports d’accidents concernant des pertes de contrôle en lacet sur des hélicoptères civils, sans aucune panne préalable. On en rencontre un peu dans tous les pays, même s’ils sont beaucoup plus nombreux aux États-Unis, ce qui doit refléter l'utilisation plus importante de ce véhicule dans ce pays. La très grande majorité se passe dans le sens opposé à la rotation du rotor principal, même s’il existe quelques occurrences en sens inverse. La multiplicité des types d’hélicoptère impliqués valide l’affirmation de l’AC90-95 comme quoi tous les hélicoptères monorotors sont concernés. On trouve même quelques cas sur des appareils équipés du NOTAR, pour lesquels l'utilisation du terme LTE peut faire sourire si on oublie la signification qui lui a été donnée initialement.
On s’aperçoit enfin que les accidents se produisent le plus souvent à proximité du sol, ce qui ne permet pas la manœuvre recommandée pour la récupération. Le départ en translation suggéré par le cyclique vers l’avant risque de ne pas être facile à réaliser sur une machine en rotation de lacet rapide, au milieu des obstacles.

## La courbe de pied
Cette approche d'Airbus Helicopters est présentée dans l'article déjà cité et dans dans une Safety Information Notice à destination des pilotes.

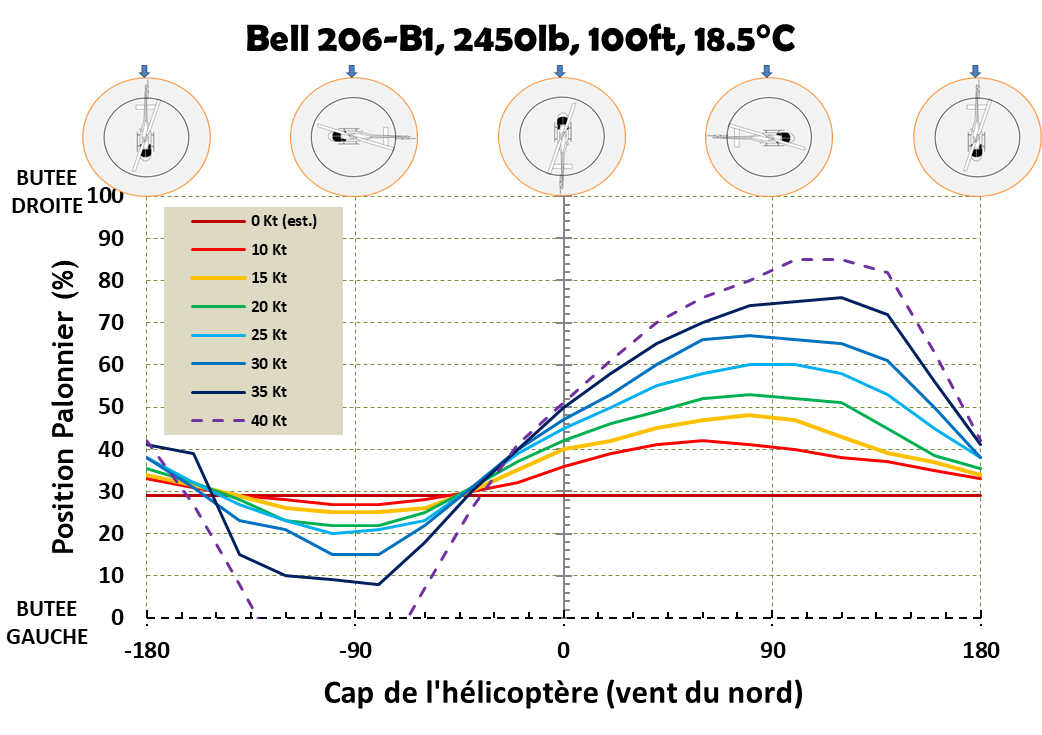
Courbes de pied du Bell 206-B1 à différentes vitesses de vent

La courbe de pied représente, pour une condition de masse, altitude, température et vitesse de vent données, l’évolution avec le cap du vent de la position du palonnier en vol stationnaire. La figure suivante montre comment elle évolue en fonction de la vitesse du vent sur un Bell 206-B1.
Sur cet appareil la poussée du rotor à l'équilibre en stationnaire est orientée vers la droite de l'appareil et le pas collectif maximum du rotor arrière correspond à la butée gauche du palonnier.
Sans vent, cette position de pied est unique et la courbe est donc plate. Plus la vitesse du vent augmente, plus l’amplitude de la courbe est importante. Quand le vent vient de la gauche, il augmente l’incidence des pales et par conséquence la poussée du rotor arrière. Il faut donc que le pilote réduise le pas collectif du rotor arrière (mette du palonnier à droite) pour conserver la poussée, comme sur un rotor principal en vol de descente. C’est le contraire quand le vent vient de la droite. C’est ce qui donne cette forme de sinusoïde à la courbe de pied.

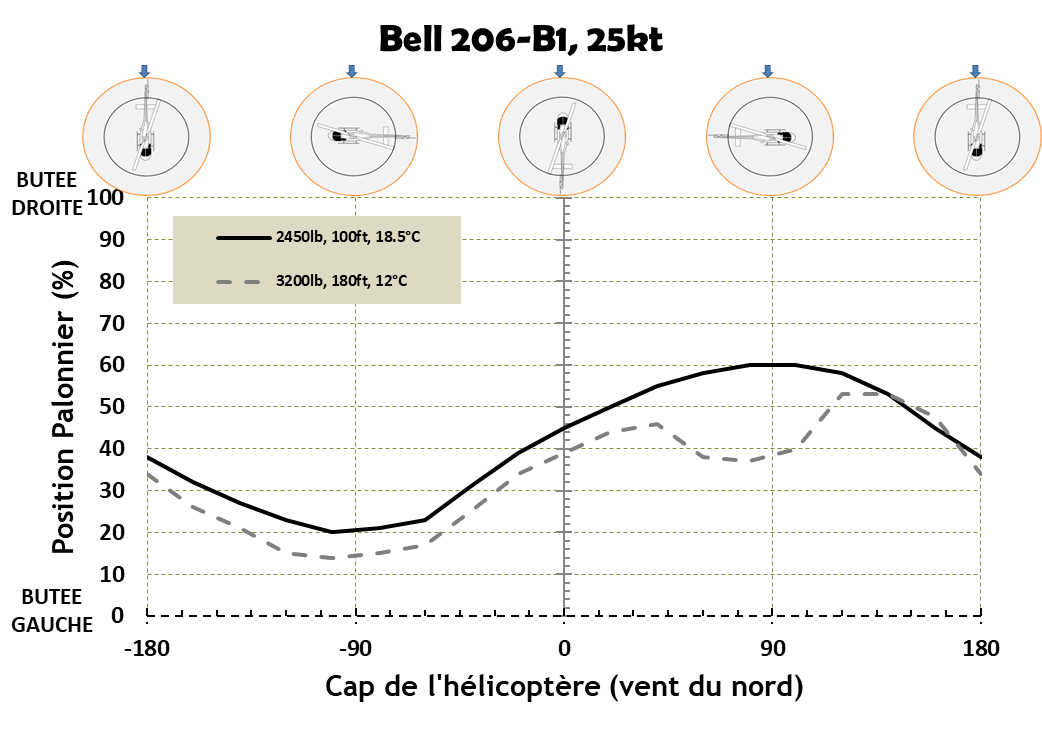
Effet du pas collectif sur une courbe de pied du Bell 206-B1

L’effet du pas collectif sur cette courbe est simple à comprendre. Une augmentation du collectif s’accompagne d’un accroissement du couple et demande donc davantage d’anticouple, c’est-à-dire davantage de collectif au rotor arrière. L’augmentation du collectif du rotor principal décale donc la courbe de pied vers le bas.
La courbe de pied permet alors de simuler, au moins qualitativement, ce qui se passe quand on agit sur le manche collectif ou sur le palonnier. On positionne le point de départ à l’équilibre, sur la courbe. Une action sur le palonnier déplace le point verticalement sans changer la courbe. Une action au collectif déplace la courbe sans modifier le point. Une fois la commande introduite, le point se déplacera vers la droite tant qu’il sera au-dessus de la courbe et vers la gauche quand il est en dessous.

## Mouvement de lacet imprévu
Avec une position de pied au-dessus du plus haut point de la courbe de pied, on obtiendra un mouvement de lacet à droite qui ne cessera jamais, puisqu’il n’existe pas d’équilibre correspondant à une telle position du palonnier. Avec une position en dessous du point le plus bas, ce sera un mouvement de lacet ininterrompu vers la gauche. Avec une position intermédiaire, le mouvement finira par s’arrêter en croisant la partie stable de la courbe de pied.
On peut donc très facilement expliquer un mouvement de lacet vers la droite qui ne s’arrête pas de lui-même. Il suffit pour cela de mettre le palonnier dans une position au-dessus du point le plus élevé de la courbe de pied. L’imprévisibilité ne paraît pas évidente, mais si on part d’un stationnaire vent de face et qu’on met progressivement du pied à droite, chaque augmentation de pied donnera au départ une augmentation du cap et une stabilisation, jusqu’au moment où le maximum de la courbe de pied sera dépassé. L’appareil entrera alors dans une rotation sans fin tant que le pilote n’aura pas ramené suffisamment le pied vers la gauche. C’est ce changement de comportement de l’appareil qui est imprévisible, si le pilote n’en est pas averti et ne connaît pas précisément la direction du vent.
Une autre façon de déclencher ce mouvement de lacet permanent est d’augmenter le pas collectif sans compensation au pied quand on part près du maximum de la courbe de pied, avec du vent de la gauche. La courbe va se décaler vers le bas, son maximum va passer en dessous  de la position de palonnier et une rotation en lacet à droite va s’engager et ne cessera que si le pilote remet le pied suffisamment à gauche.
Là encore ce comportement est difficilement prévisible. En tout autre point dans le secteur vent de face, une telle augmentation de collectif ne donnera qu’un changement de cap à droite limité, la vitesse de lacet s’annulant dès que la nouvelle courbe de pied est croisée.

## Pourquoi tant d'accidents?
Si on comprend que le pilote peut être surpris par un changement de la réponse de l’hélicoptère à de petits déplacements du palonnier, il est plus difficile d’interpréter l’absence de récupération de la manœuvre. Il suffit en effet de ramener le palonnier à l’intérieur de la plage de la courbe de pied pour que l’appareil s’arrête dès que la partie stable de la courbe de pied est atteinte.
Quand l’appareil part en lacet à droite à partir du maximum de la courbe de pied, la position d’équilibre du palonnier commence à se déplacer vers le bas. Ce déplacement vers le bas de la commande à l'équilibre traduit une diminution de la poussée du rotor arrière à pas constant due au changement de cap par rapport au vent. Si le pilote réagit avec du retard au départ imprévu en lacet, l’échelon de palonnier qui va être nécessaire pour arrêter la manœuvre sera d’une tout autre amplitude que celui qui l’a déclenchée. Si on ne l’a jamais mis en garde, si on ne lui a pas expliqué le phénomène, le pilote va juste constater que son action est sans effet et se dire que son rotor arrière a perdu son efficacité. Comme on lui a suggéré que le rotor arrière pouvait ne pas suffire, il va chercher à se poser en limitant les dégâts.
Les enregistrements faits au cours d’accidents vont tous dans ce sens,, même quand le pilote est persuadé d’avoir mis le pied en butée,. L’US Army signale avoir eu 5 accidents en 2023-2024 sur des hélicoptères AH-64E Apache suite à des mouvement de lacet imprévu et les données des enregistreurs de vol montrent que les équipages n’ont jamais atteint la butée de palonnier à gauche. Un article russe affirme de même que toutes les analyses des données des accidents sur les hélicoptères Mi-8 équipés d’enregistreurs concluent également que le pas maximum du rotor arrière n’a jamais été atteint.
Les accidents ne se produisent pas malgré la mise en butée du palonnier, comme on le pensait quand Bell et l’US Army ont conclu leurs essais ou quand la FAA a rédigé l’AC 90-95, mais parce que la correction au palonnier est insuffisante.
Malheureusement, à part l’EASA qui a mis en ligne une vidéo pour les pilotes présentant le problème par la courbe de pied, les autorités n’ont pas encore réagi aux informations nouvelles apportées par les accidents récents. Ce sont toujours les informations issues des analyses Bell-US Army, basées sur la croyance erronée que le plein pas du rotor anticouple n'arrêtait pas le phénomène, qui sont enseignées aux pilotes. Elles ont pourtant montré qu’elles ne permettaient pas d’éviter les accidents dus au "LTE". Depuis 2017, on peut encore en compter plus de 60, survenus aux États-Unis, dans la base de données du NTSB. Il suffit pourtant de constater que de tels accidents touchent aussi les appareils équipés du NOTAR (NO Tail Rotor) pour douter de l’importance des interactions entre rotor principal et rotor arrière ou du régime de vortex du rotor arrière sur le phénomène,.